# Riegel am Kaiserstuhl
Riegel am Kaiserstuhl (Latin Rigola) là một thị xã nằm ở huyện Emmendingen, bang Baden-Württemberg, Đức. Nơi này nằm cách Emmendingen 8 km về phía bắc và có đường cao tốc motorway A5 (Karlsruhe - Basel) chạy qua. Đô thị này có diện tích 18,33 km², dân số thời điểm 31 tháng 12 năm 2020 là 4082 người.

## Thư viện ảnh

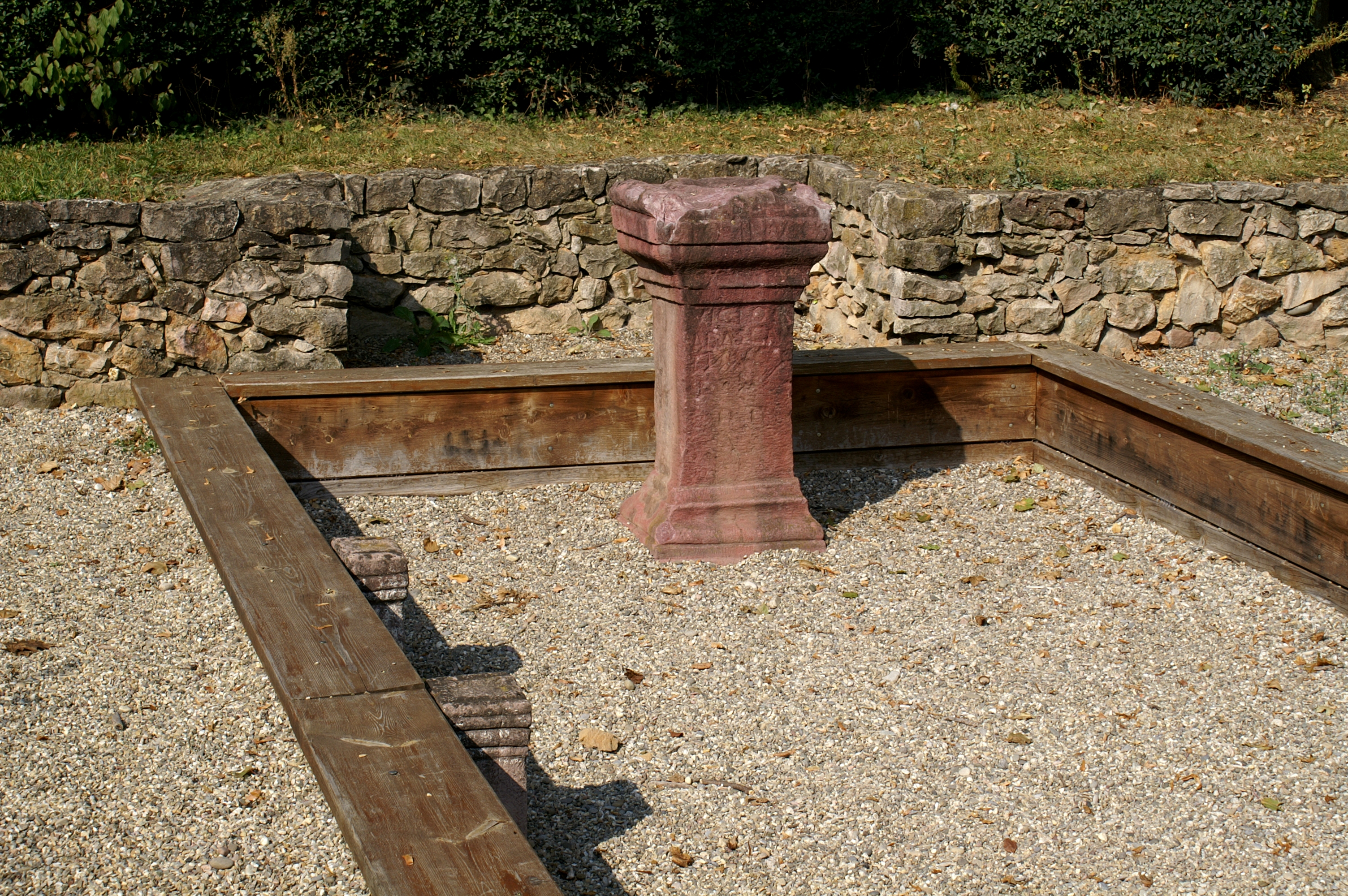
Bảo tàng ngoài trời Mithraeum
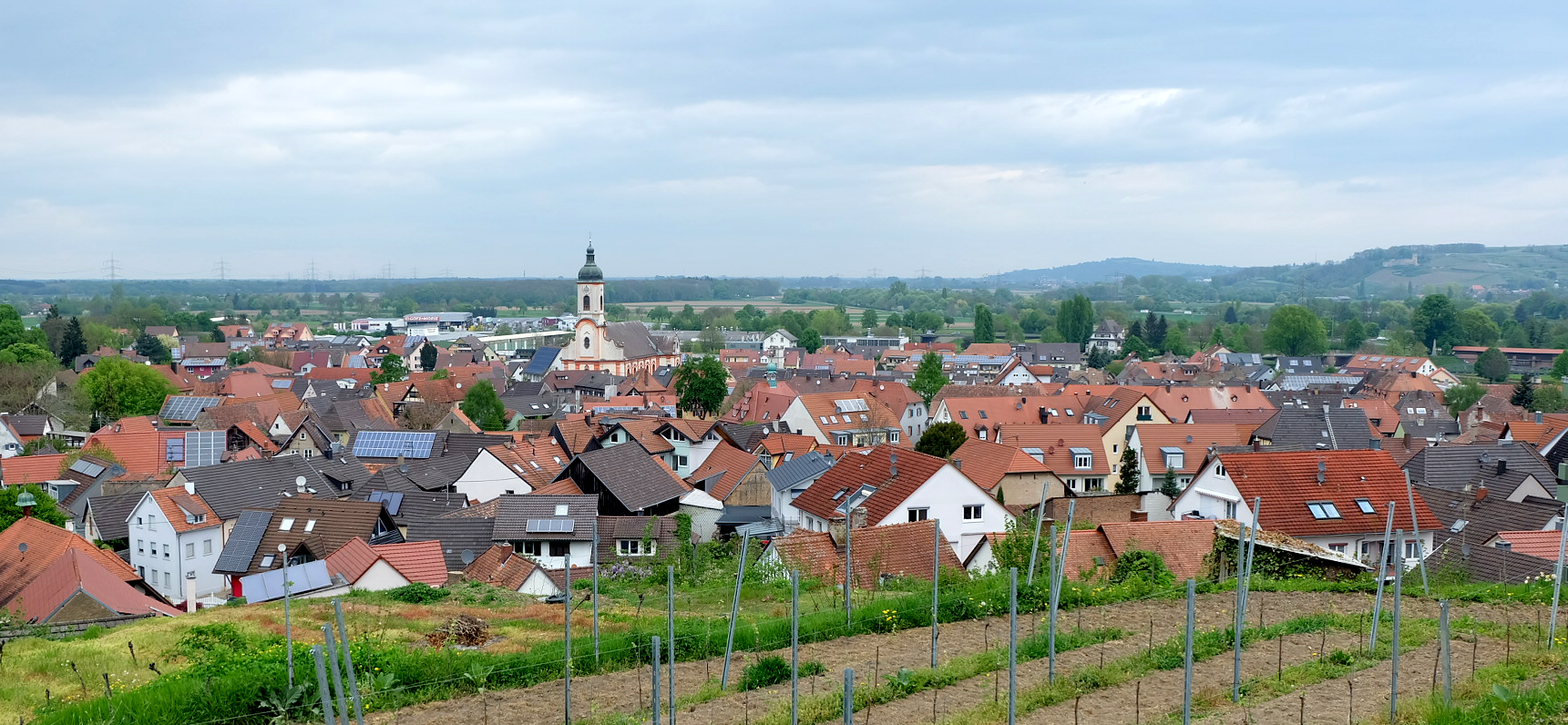
Riegel Nhìn từ hướng bắc, phía xa là tàn tích lâu đài Lichteneck gần Kenzingen
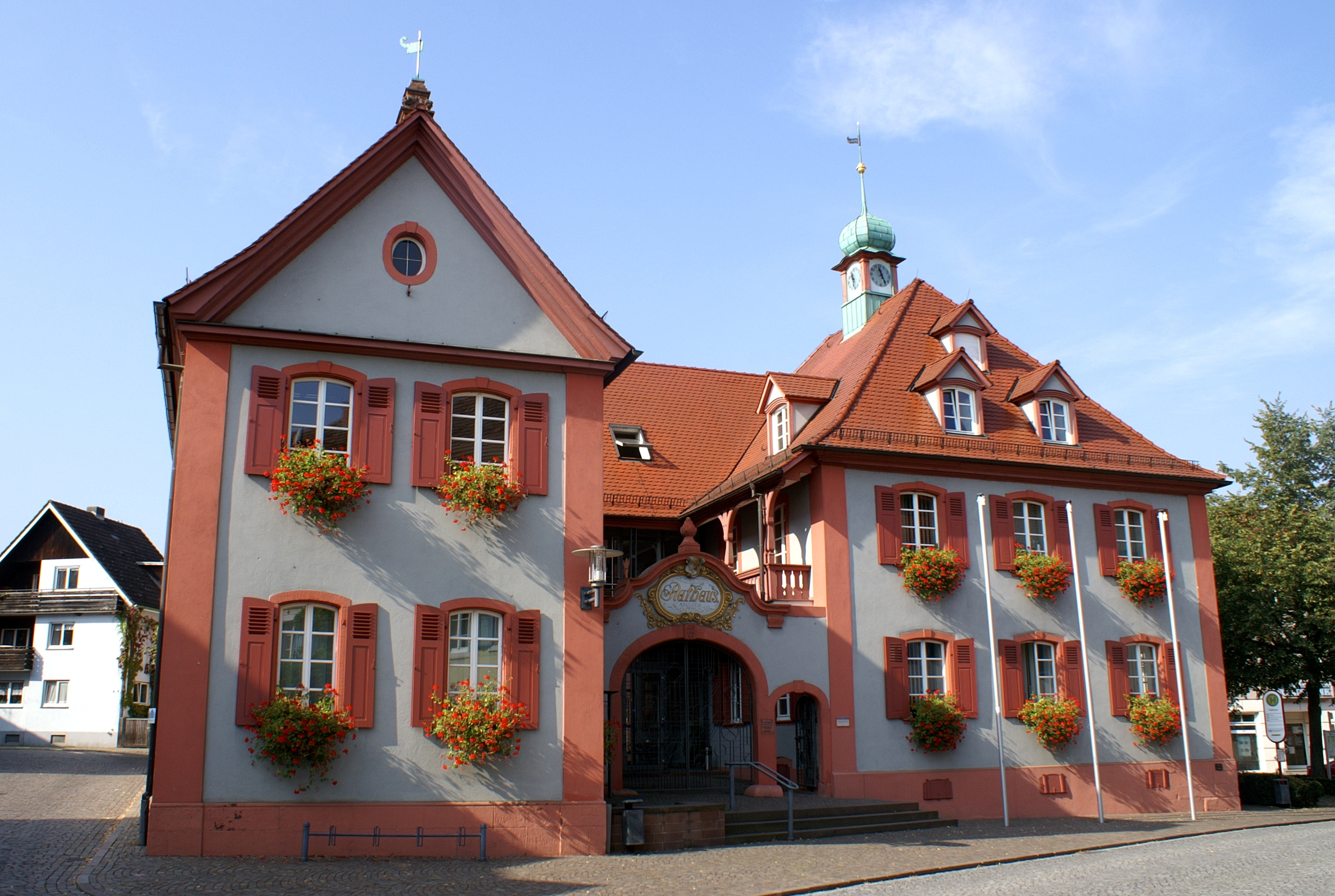
Tòa thị chính
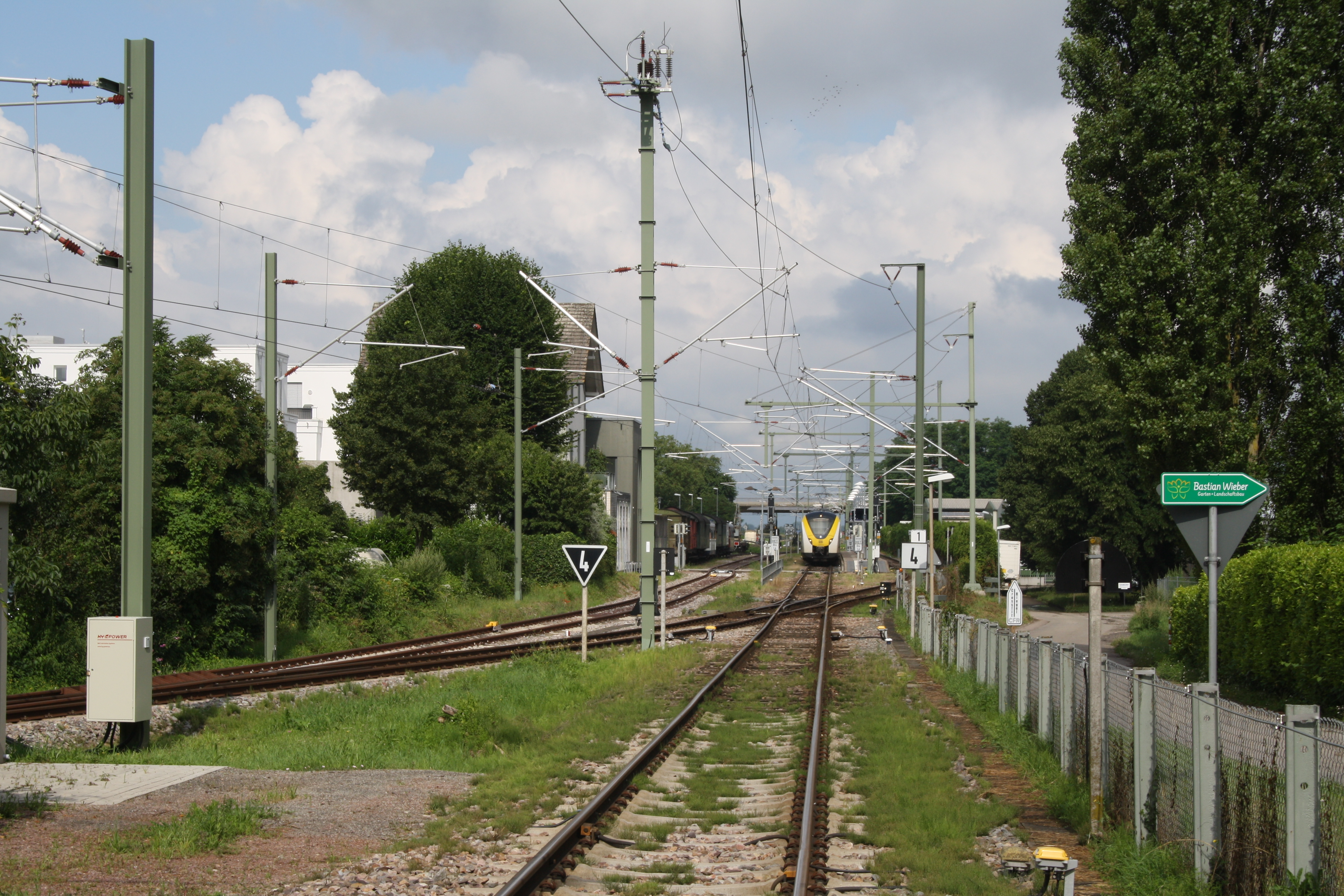
Các tuyến đường sắt từ Gottenheim (trái) và Malterdingen gặp nhau tại ga Riegel
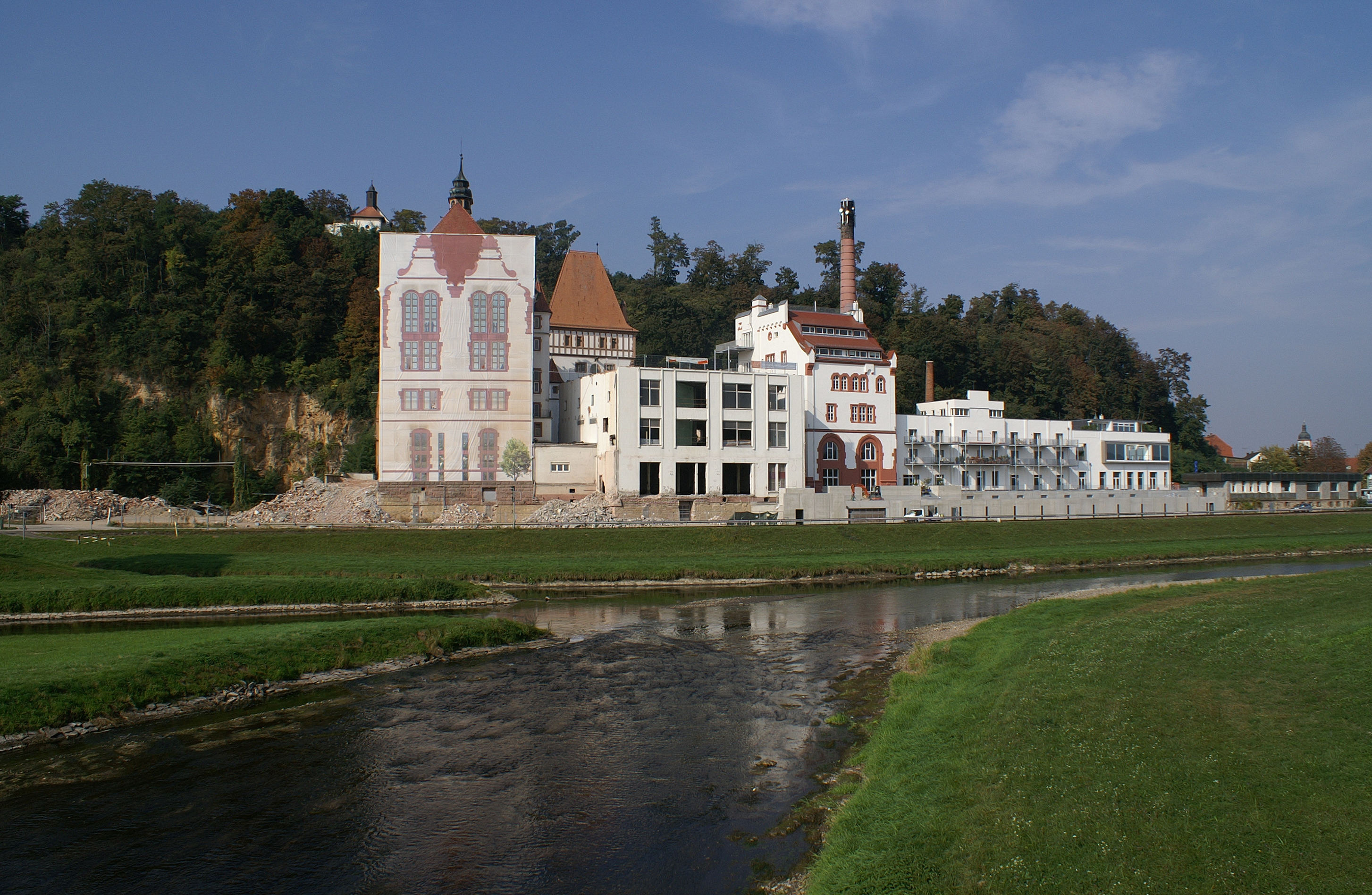
Nhà máy bia Riegeler
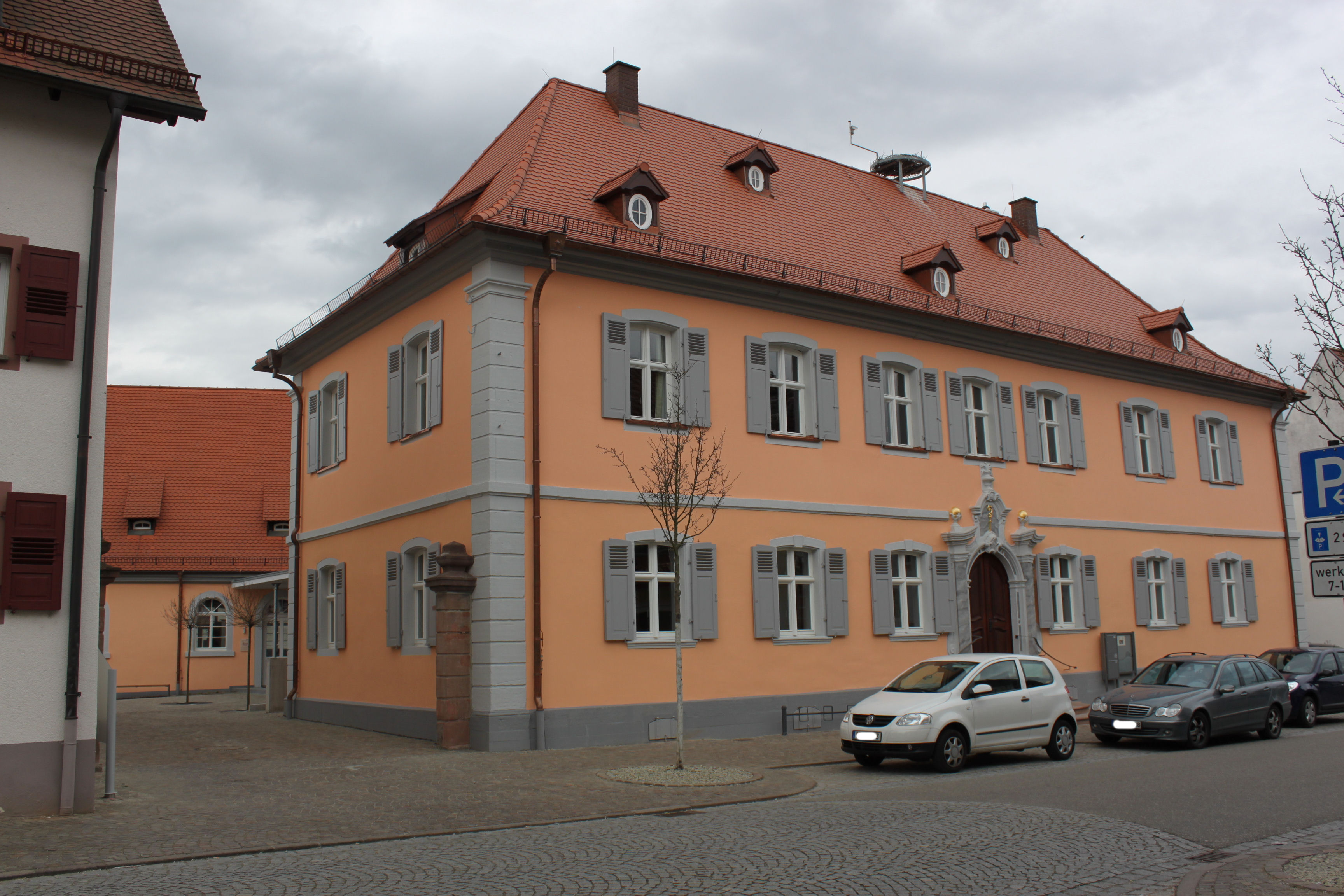
"Old School" với Bảo tàng Riegel ở phần phía sau của tòa nhà
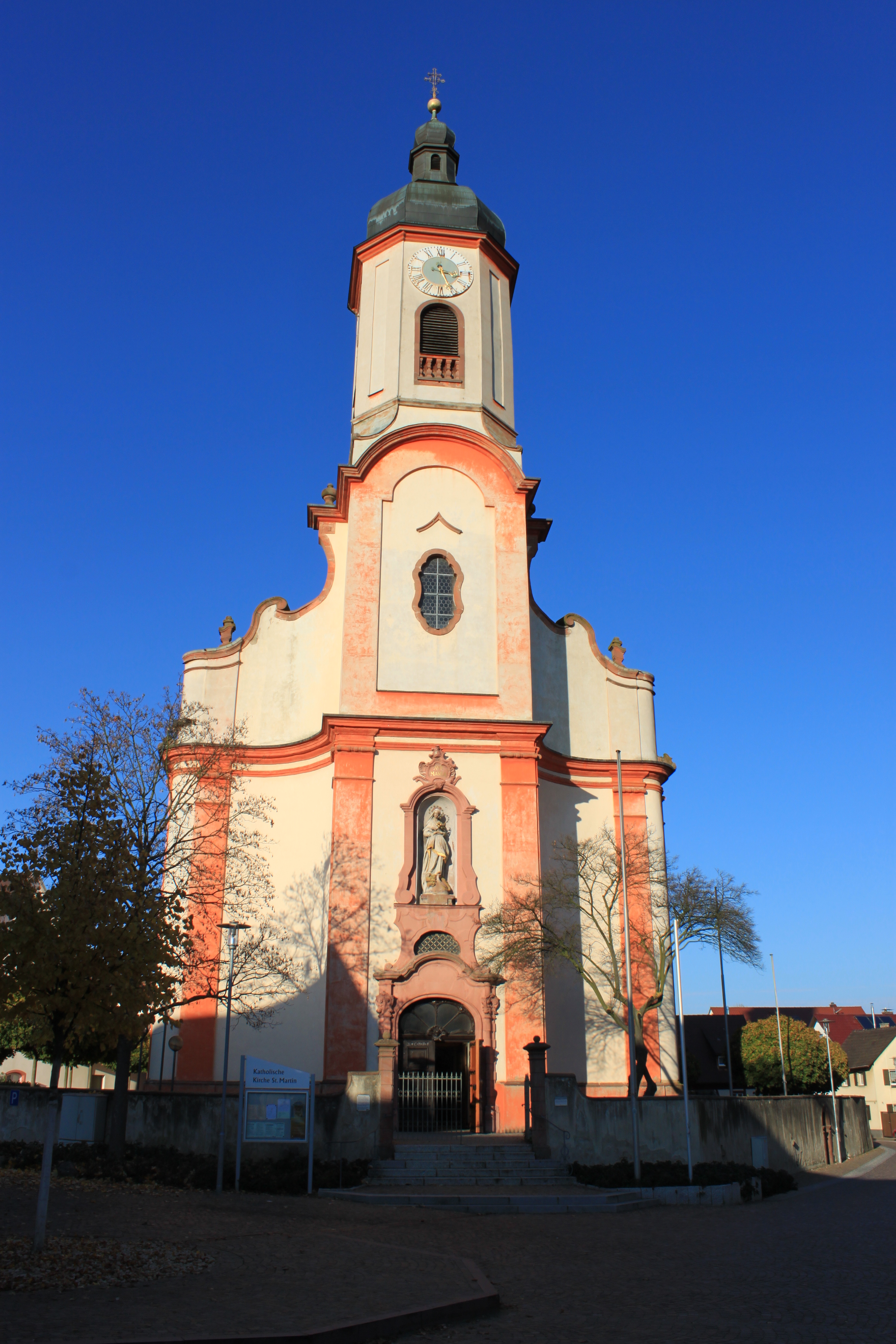
Nhà thờ giáo xứ Công giáo St. Martin
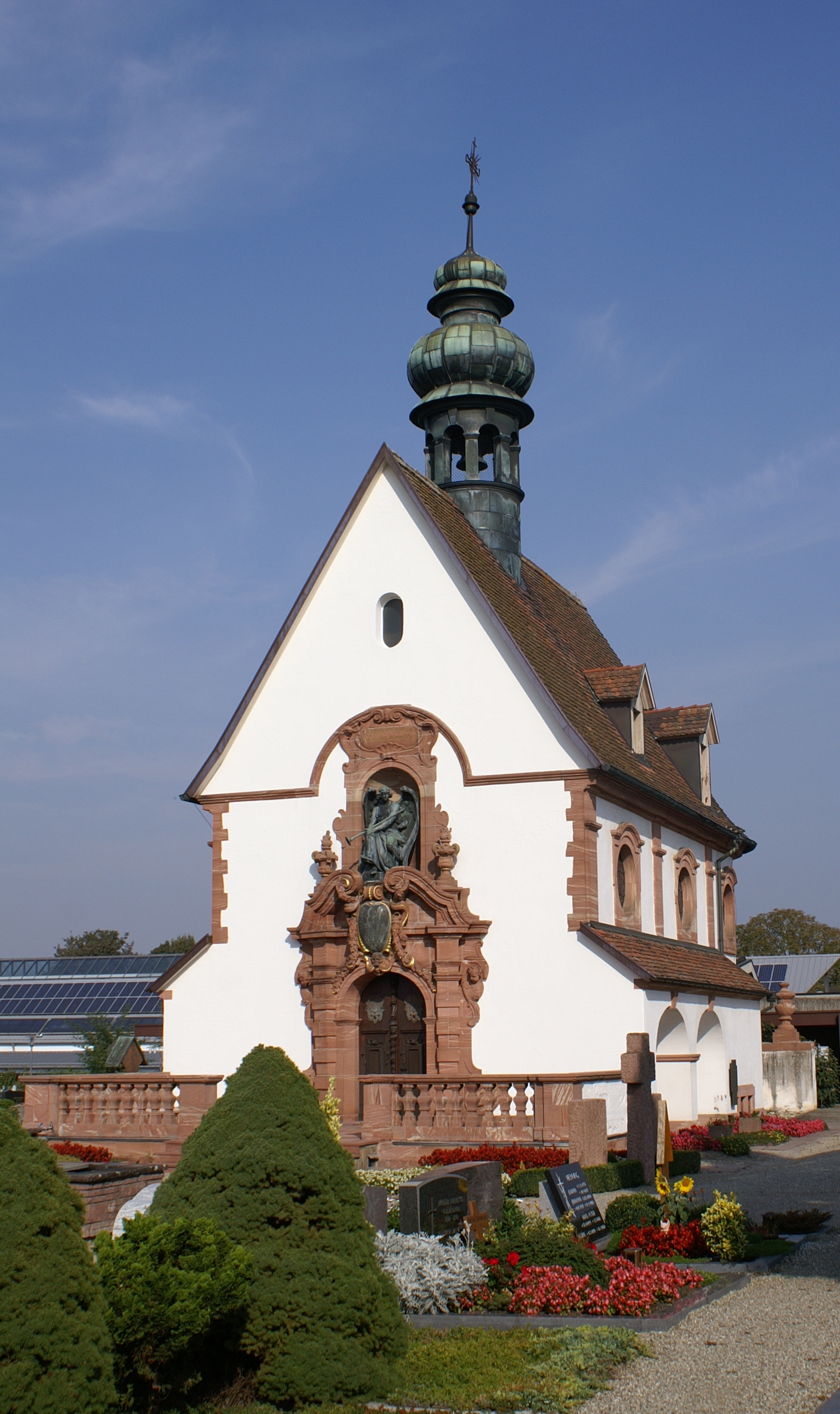
Nhà nguyện nghĩa trang